# ブライアン・アキパ
ブライアン・アキパ（Bryan Akipa）は、アメリカ、ダコタ・スー族の伝統のインディアンフルート（ネイティブ・アメリカン・フルート）のフルート奏者で、独学でネイティブアメリカンフルートのメーカーを立ち上げ、フルートにダコタ・スー族伝統の木彫を削る木彫師でもある。

## 略歴
レッド・シダー（アカスギ）を使用したダコタ伝統の5穴のフルートを使い、サウスダコタ州のプレーリーの自然である川や滝、風の音、動物の鳴き声なども取り入れて、ダコタ伝統のニューエイジ・ミュージック的なフルートの音楽を作っている。
サウスダコタ州北東部のスー族の支族、シセトン・ワーペトン・ダコタの保留地で生まれた。青年期にニューメキシコ州サンタフェのインディアン美術学校のインステュート・オブ・アメリカン・アーツ（IAIA）で学び、サウスダコタ州のヴァーミリオンのサウスダコタ大学でインディアン絵画の第一人者でもあるオスカー・ハウの元で絵画を学んだ。卒業後の7年の間は小学校の教師として生徒に教えている。彼のフルート演奏のCDは、インディアンの音楽賞であるネイティブ・アメリカン音楽大賞の第11回（2009年）にノミネートされた。アキパは、ツアーでは西ヨーロッパ諸国、スカンディナヴィア諸国、中東諸国、日本、そして全米各地などを旅行し、国際的にも有名なネイティブ・アメリカン・フルートの奏者の中の一人である。
2016年、人間国宝に相当する国立芸術基金のナショナル・ヘリテージ・フェローシップを受賞した。

## おもなアルバム
- 『Mystic Moments』（1995年）
- 『The Flute Player』（1996年）
- 『Thunderflute』（1998年）
- 『Eagle Dreams』（2001年）
- 『Song of the Aspen』（2003年）